# Мюрвиль
Мюрви́ль (фр. Murville) — коммуна во французском департаменте Мёрт и Мозель, региона Лотарингия. Относится к  кантону Одюн-ле-Роман.	

## География
Мюрвиль расположен в 36 км к северо-западу от Меца. Соседние коммуны: Мерси-ле-О на севере, Малавиллер и Одюн-ле-Роман на северо-востоке, Андерни на востоке, Мон-Бонвиллер на юге, Ландр на юго-западе, Прётен-Иньи на западе.

## Демография
Население коммуны на 2010 год составляло 244 человека.
| 1962 | 1968 | 1975 | 1982 | 1990 | 1999 | 2010 |
| ---- | ---- | ---- | ---- | ---- | ---- | ---- |
| 261  | 235  | 201  | 205  | 189  | 204  | 244  |